# Énergie partagée
Énergie partagée est un mouvement français de promotion, d'accompagnement et de financement de projets de production d'énergie renouvelable dont le financement et la gouvernance sont maîtrisées par des collectivités territoriales et des collectifs citoyens.
Le mouvement Énergie partagée est constitué de plusieurs structures juridiques ayant différents rôles dans l'accompagnement et le financement des projets citoyens : Énergie partagée association, Énergie partagée investissement, Énergie partagée coopérative, Énergie partagée études et Énergie partagée exploitation.

## Énergie partagée association
Énergie partagée association est une association loi 1901 de promotion et d'assistance au développement de projet citoyen de production d'énergie renouvelableL'association conseille les personnes et les collectivités pilotant des projets d'énergie renouvelable à travers un réseau d'animation régional.
Au 31 décembre 2020, l'association compte 300 structures adhérentes.

### Fondation
Les fondateurs du mouvement en 2010 sont le fournisseur d'électricité Enercoop, la coopérative financière La Nef, Hespul, le cabinet de conseil Inddigo, le Crédit coopératif, Christel Sauvage, dirigeante d'Enercoop Ardennes-Champagne, Stéphane Chatelin, directeur de l'association Négawatt, Michel Leclercq, président d'Éoliennes en Pays de Vilaine et Raphaël Claustre, directeur du Comité de Liaison Énergies Renouvelables.

### Charte
Une charte Énergie partagée rassemble les principes fondateurs du mouvement des projets citoyens en France, elle est signée lors de la création d'Énergie partagée, le 18 mai 2010. Chaque projet souhaitant devenir membre d'Énergie partagée association se doit de respecter les 4 principes suivants :
- un ancrage local,
- une finalité non spéculative,
- une gouvernance démocratique,
- la valeur ajoutée écologique[7].

Selon cette charte, un projet peut être qualifié de « citoyen » lorsqu’il existe une gouvernance démocratique et coopérative avec une participation majoritaire de citoyens, d’organisations de citoyens, de collectivités locales et/ou du fonds Energie Partagée ; ainsi qu’une distribution limitée des bénéfices, et un respect fort de l'environnement.

### Rôle de labellisation
Le "label Énergie Partagée" accordé par l'association "distingue les démarches de développement d’énergie renouvelable particulièrement vertueuses pour les territoires" .

### Réseaux locaux
Energie Partagée Association est organisée en réseaux régionaux dont la structure peut varier en fonction des trajectoires historiques de la région et reçoit des subventions de l'ADEME (agence de l'environnement et de la maîtrise de l'énergie) pour animer ces réseaux. Elle organise des échanges entre pairs mais s'appuie également sur des salariés pour accompagner des projets

### Partenaires
Énergie partagée association est membre du CLER - Réseau pour la transition énergétique, de l'association France Énergie éolienne, du réseau Amorce, du Réseau Action Climat, de la fédération européenne REScoop.eu, de l'association Finansol, du Réseau TEPOS, du Collectif pour une transition citoyenne du Collectif pour l’énergie citoyenne animé par le CLER depuis 2020.
En novembre 2019, EPA crée en partenariat avec la MAIF une offre d'assurance spécialement adaptée aux projets photovoltaïques citoyens,.

## Énergie partagée investissement
Énergie partagée investissement est un outil de capital-investissement sous forme de société en commandite par actions collectant de l'épargne et l'investissant dans des projets citoyens d'énergie renouvelable ayant obtenu le Label Énergie partagée.

### Fondation
Dans les années 2000, lever des fonds pour des projets citoyens d'énergie renouvelable est difficile. Le projet Éoliennes en pays de Vilaine, initié en 2003, a par exemple dû se tourner vers des banques étrangères pour financer son projet. Ces difficultés concernent les investissements dans l’éolien, mais aussi dans le solaire, qui sont alors considérés comme risqués à l'époque. En 2005, la municipalité de Chambéry (Rhône-Alpes) met en place une centrale photovoltaïque de 100 kWc. Confrontée à la question du financement et disposée à impliquer les citoyens et les PME, la ville demande à INDDIGO (un cabinet de conseil spécialisé dans le développement durable) de créer un fonds d'investissement pour recueillir les investissements des citoyens. Pour créer ce fonds, INDDIGO s’associe à la banque coopérative La Nef et à Hespul, qui font alors partie des acteurs qui militent pour des tarifs d’achat subventionnés pour la technologie photovoltaïque en France depuis les années 1990. Inspiré par le modèle de Terre de Liens (fonds qui investit dans l'agriculture biologique) le fonds Solira est créé en 2008 et commence à investir dans des projets d'énergie renouvelable.
SOLIRA Investissement (Solaire Investissement Rhône-Alpes), société en commandite par actions (SCA), collecte de l'épargne citoyenne à hauteur de 1,2 million d’euros. Ayant déjà sélectionné des projets locaux participatifs en photovoltaïque, SOLIRA Investissement lance ses premiers investissements entre 2009 et 2011 en Rhône-Alpes.
En 2010, plusieurs pionniers de l'énergie citoyenne ayant des valeurs communes se rencontrent : Enercoop, Éoliennes en pays de Vilaine, La Nef, Le réseau CLER se réunissent et ont transformé le fonds régional Solira en un fonds national destiné à soutenir les projets d’énergie citoyenne : Energie Partagée Investissement. La coopérative Enercoop, fournisseur national d’électricité renouvelable, envisageait à cette époque de lancer, grâce à son large réseau de clients en France, un fonds d'investissement ayant des objectifs identiques à ceux de SOLIRA Investissement , mais pour toutes les énergies renouvelables et sur tout le territoire national. La banque coopérative La Nef était déjà partenaire financier de SOLIRA Investissement et d’Enercoop. La Nef facilite alors la rencontre entre les porteurs des deux projets, qui se sont réunis en 2010, et ont donné naissance ensemble à Énergie partagée investissement, en concertation étroite avec les fondateurs d’Énergie partagée association.
L’outil d'investissement obtient un premier visa de l'Autorité des marchés financiers en septembre 2011, puis un second en octobre 2012 pour collecter l’épargne des citoyens dans les projets de production d’énergie renouvelable. En 2013, Énergie partagée investissement totalise 5 millions d'euros de fonds levés auprès de 2 500 personnes. En 2018, 16 millions d'euros sont collectés, dont plus de 10 millions investis dans 102 projets en 2018.
Depuis 2020, Énergie partagée investissement est devenu un point de passage clé pour les projets citoyens souhaitant lever des fonds importants, surtout pour le développement des parcs éoliens.

### Fonctionnement

Logo d'Énergie partagée Investissement

Les particuliers peuvent acquérir des actions de l’outil d’investissement, qui les place dans des projets répondant à une charte de développement durable et vise un rendement annuel moyen de 4 % bruts pour une durée de détention des actions de dix ans.
Énergie partagée investissement investit en fonds propres pour sécuriser les 30 % de fonds propres nécessaires pour négocier un prêt bancaire.
Énergie partagée investissement est agréée entreprise solidaire d’utilité sociale. Elle bénéficie du label Finansol depuis décembre 2011 et fait l’objet d’un contrôle annuel, garantissant la solidarité et la transparence du produit d’épargne.

### Projets soutenus
Les projets soutenus se situent dans toute la France : parc éolien de Béganne dans le Morbihan, coopérative Combrailles Durables dans le Puy-de-Dôme, projet solaire transfrontalier Zusamme Solar en Alsace, Survoltés d'Aubais et Initiative citoyenne pour une énergie alternative en région toulousaine. Ils couvrent toute la gamme des énergies renouvelables, une unité de méthanisation et une chaufferie au bois étant inaugurés en 2018.
Au 31 août 2023, la société en commandite par actions a collecté 38,7 millions d'euros auprès de 7 340 actionnaires, a investi en cumulé 33 millions d'euros dans 117 projets d’énergies renouvelables, dont 80 en exploitation. Ces projets en exploitation produisent en moyenne chaque année 364,1 GWh d’électricité et 44,3 GWh de chaleur.

## Énergie partagée coopérative
Énergie partagée coopérative est une structure de gestion d'Énergie partagée Investissement et du fonds EnRciT.

Logo d'Énergie partagée Coopérative

La société par actions simplifiée coopérative est détenue à part équivalente par 3 acteurs : la société financière La Nef, le fournisseur d'électricité Enercoop et Énergie partagée études. Enercoop occupe depuis 2015 la présidence de la société.
La coopérative rassemble les ressources humaines communes du mouvement Énergie partagée, sur les métiers d’expertise technique et financière et les métiers de gestion. Elle décide des investissements en accord avec la charte du mouvement et assument la gérance d’Énergie partagée investissement, ainsi que de l'outil de financement EnRciT. Ce dernier a été initialement abondé à hauteur de 10 millions d'euros par la Caisse des dépôts, le Crédit coopératif et l'Ircantec, et a pour objectif de soutenir les porteurs de projet en phase de développement,. Elle bénéficie du soutien de l'ADEME depuis sa création, notamment pour réaliser des études sur les projets citoyens d'énergie.

## Énergie partagée études
Énergie partagée études est une société de développement de projets et d'efficacité énergétique en amont de la phase de faisabilité et de développement.
La société est chargée de soutenir le développement de projets citoyens de production d'énergie renouvelable et d'efficacité énergétique en amont de la phase de faisabilité et de développement jusqu'à la phase d'exploitation.
L'actionnariat de la SAS Énergie partagée études est composé :
- des sociétés coopératives d'intérêt collectif membres du réseau Enercoop (collège A) ;
- des structures membres du mouvement Énergie partagée (collège B) ;
- d'autres actionnaires ne relevant pas des deux précédents collèges (collège C).

Les membres du réseau Enercoop détiennent une minorité de blocage avec 65 % des droits de votes en l'absence d'actionnaire dans le collège C ou de 51 % dans le cas contraire.

## Énergie partagée exploitation
Énergie partagée exploitation est une société de construction, de financement et d'exploitation d'installations de production d'énergie.